# Вудс, Джордж Лемюэл
Джордж Лемюэл Вудс (англ. George Lemuel Woods, 30 июля 1832, Бун, Миссури — 7 января 1890, Портленд, штат Орегон) — американский политик, юрист, судья, 3-й губернатор Орегона в 1866—1870. Член Республиканской партии.

## Биография

### Ранние годы
Джордж Лемюэл Вудс родился 30 июля 1832 года в округе Бун, штат Миссури, в семье Калеба Вудса и Маргарет Макбрайд . Его предки приехали в Северную Америку из Шотландии в конце XVII века, сначала поселившись в Виргинии, а затем перебравшись на границу Кентукки. Его отец переехал в Миссури в 1808 году.
В 1847 году, когда Джорджу было всего 15 лет, его родители переехали на территорию Орегона. В Орегоне семья поселилась в округе Ямхилл; здесь Джордж получил образование в государственных школах. В апреле 1852 года Вудс женился на Луизе Э. Макбрайд. У пары родилось двое сыновей. Молодая пара сняла усадьбу на государственной земле.
Неудовлетворенный сельской жизнью, в 1856 году Вудс продал свою собственность и поступил в колледж Макминнвилля, где изучал право. Днем он работал плотником, а ночью учился. Вудс приобрел небольшую юридическую библиотеку и, в конце концов, в 1858 году был принят в адвокатуру, открыв частную практику. С течением времени Вудс получил признание как опытный юрист.

### Политическая карьера
В 1857 году Вудс организовал республиканские клубы в штате и был известным спикером партии.
В 1863 году Вудс был назначен судьей округа Уаско. В марте 1864 года он был назначен президентским выборщиком и принимал активное участие в кампании по переизбранию Авраама Линкольна на пост президента, завоевав поклонников как красноречивый и эффективный оратор и непреклонный спикер. Вудс совершил поездку по штату в качестве ведущего представителя партии Национального союза (республиканско-провоенной демократической коалиции), критикую антивоенно-настроенного демократа Аарона Э. Уэйта, председателя Верховного суда штата Орегон.
В 1865 году он был назначен членом Верховного суда территории Айдахо, но до прибытия его официальной комиссии он был назначен губернатором партией Национального союза. Вудс победил на выборах своего оппонента-демократа, известного адвоката Джеймса Л. Келли, в горячей и интенсивной кампании, став третьим губернатором штата Орегон.
Портрет Вудса 1870 года, сделанный одним из тех, кто много раз слышал его выступления, характеризует «позитивного и притягательного» губернатора как: «… высокий, изящный и властный, с красивым, веселым лицом, которое оттеняется густой распущенной бородой и проявляет высочайшую умственную активность… Его манера речи быстрая, но отчетливая и впечатляющая, никогда не использовал длинные или громкие слова, не прибегал к какой-либо экстравагантности, неприличия или метафоры. Он, кажется, зависит от естественных сил идей, а не от звучности слов; и хотя его речи никогда не были написаны, за исключением тех случаев, когда к моменту их произнесения был подготовлен каким-нибудь очень оперативным корреспондентом, его речи считались бы хорошо приспособленными для самых изысканных аудиторий… Возможно, ни один американский оратор не способен на более быстрый или резкий ответ, но это скорее удар рапирой, чем удар дубинка».
Мастерство Вудса как оратора сделало его востребованным для других кандидатов по всей стране, и в 1867 году он совершил поездки с выступлениями от имени кандидатов-республиканцев в Калифорнии, где он произнес 30 речей за 35 ночей, и в штатах Новой Англии — Нью-Гэмпшир и Коннектикут в 1868 году.
После того, как Вудс не смог повторно занять пост губернатора, президент Улисс С. Грант назначил его территориальным губернатором штата Юта, занимая эту должность с 1871 по 1875 год.
Вудс был критиком лидера мормонов Бригама Янга, из-за чего он не был повторно назначен на пост губернатора.

## Последние годы
После ухода с поста губернатора Юты Вудс переехал в Калифорнию, где оставался в течение десяти лет. Затем он вернулся в Орегон в 1885 году, где и умер 7 января 1890 года. Вудс был похоронен на кладбище Ривер Вью в Портленде, штат Орегон.